# 청자 양각도철문 방형 향로
청자 양각 도철문 방형 향로(靑磁 陽刻饕餮文 方形 香爐)는 경기도 용인시 처인구 포곡읍, 호암미술관에 있는 고려시대의 청자이다. 1990년 5월 21일 대한민국의 보물 제1026호로 지정되었다.

## 개요
중국 주나라의 청동기 가운데 네모난 솥의 형태를 모방하여 만든 청자 향로로 높이 11.8cm, 입지름 17.5×14.9cm, 밑지름 12.5×9.4cm이다.
네모형을 부드럽게 변형시켜 밑이 좁고 위가 넓은 사다리꼴로 만들고, 윗면에 각진 고리를 두 개 달았으며, 몸체 네 귀퉁이마다 두 마리씩의 매미를 조각하였다. 향로의 몸체 안쪽에는 무늬가 없으나, 손잡이와 턱쪽에는 꽃무늬와 번개무늬를 얕게 찍어 누르는 방법으로 새겨 넣었다. 이와 같은 무늬수법으로 몸체 바깥면에 돌아가며 빽빽하게 무늬를 새겼는데, 윗면에는 네모안에 동심원무늬와 회오리무늬가 교대로 배치되었다.
가운데에는 번개무늬가 잔잔하게 깔려 있고 그 바탕위에 두 마리의 도철(재물과 음식을 탐내는 악한 동물)이 마주보고 있는 무늬가 간결하게 표현되어 있다. 비취색의 유약이 전면에 얇고 고르게 입혀져 매우 정교한 각종 무늬를 세세히 볼 수 있으며, 얕게 찍어 누르는 방법으로 만든 양인각(陽印刻)의 무늬장식이 빼어나다.
이 무늬들은 소재와 배열에서 제기(祭器)라는 용도와 잘 어울리며, 양식의 특징으로 보아 12세기 에 만들어진 청자 향로 중의 하나이다.

## 같이 보기
- 청자

## 참고 자료
- 청자 양각도철문 방형 향로 - 국가유산청 국가유산포털